# Ксенгіниці (Сьредський повіт)
Ксенгіниці (пол. Księginice, нім. Kniegnitz) — село в Польщі, у гміні Менкіня Сьредського повіту Нижньосілезького воєводства.
Населення — 419 осіб (2011).
У 1975-1998 роках село належало до Вроцлавського воєводства.

## Демографія
Демографічна структура станом на 31 березня 2011 року:
|          | Загалом | Допрацездатний вік | Працездатний вік | Постпрацездатний вік |
| -------- | ------- | ------------------ | ---------------- | -------------------- |
| Чоловіки | 220     | 44                 | 162              | 14                   |
| Жінки    | 199     | 43                 | 118              | 38                   |
| Разом    | 419     | 87                 | 280              | 52                   |